# Robert Eisenman
Robert H Eisenman (1937) è un archeologo statunitense, studioso dei testi biblici.
La sua fama si deve alle sue controverse interpretazioni dei rotoli del Mar Morto e alle sue teorie sulle origini della cristianità.

## Biografia

### Attività correnti
È stato professore di Religioni e Archeologia del Medio Oriente e Direttore dell'Institute for the studies of Judeo-Christian Origins presso la California State University, Long Beach (CSULB). È visiting senior member del Linacre College, Oxford University e membro del National Endowment for the humanities e dell'Albright Institute of Archaelogical Research a Gerusalemme. È stato inoltre membro dell'Oxford Centre per studi superiori sull'ebraismo.

### La divulgazione dei Rotoli del Mar Morto
Dagli anni ottanta è stato uno dei principali sostenitori della campagna mondiale per il diritto d'accesso ai rotoli del Mar Morto, rimasti inaccessibili fin dalla loro scoperta nel 1947 ad opera di un gruppo di studiosi cattolici guidati dal padre domenicano Roland de Vaux.
Nel 1991-92, come consulente della Huntington Library in San Marino (California), presso la quale era conservata la raccolta completa delle fotografie dei rotoli, decise di aprire i suoi archivi e rendere accessibili gratuitamente alla comunità internazionale degli studiosi i rotoli fino ad allora inediti.

### Scavi archeologici
A partire dal 1990, Eisenman ha diretto la spedizione archeologica Judean Desert Exploration/Excavation a Qumran con gli studenti della CSULB, alla ricerca di possibili nuove grotte che potessero contenere altri rotoli. Durante la stagione di scavi 2002-03 due suoi studenti identificarono un recinto funerario all'ingresso del cimitero di Qumran.

## Teorie
Eisenman contesta la tesi fornita dal gruppo di studiosi, guidati dal domenicano Roland de Vaux, che per primi studiarono i rotoli del Mar Morto, i quali rifiutano di ascrivere l'origine dei rotoli stessi al I secolo, ma anzi li datano molto più avanti nel tempo. Egli ritiene che i rotoli del Mar Morto siano documenti di ispirazione messianica redatti da un partito ebraico ultra conservatore, pietista e patriottico, quello dei Sadducei, che si opponeva alla classe romano-erodiana al potere in Palestina nel I secolo a.C. e che si ritirò a Qumran. Eisenman identifica in Giacomo il Giusto, "fratello di Gesù", il "Maestro di Giustizia" a capo di questo movimento di opposizione fino alla sua morte per ordine del grande sacerdote Anano ben Anano nel 62. Egli sostiene che la popolarità di Giacomo il Giusto e l'illegalità della sua morte possano aver scatenato la prima rivolta ebraica contro l'Impero romano, durata dal 66 fino al 73.
Eisenman ha rivendicato la tesi secondo la quale Giacomo il Giusto e i Sadducei, noti ora con il nome di Ebrei Nazorei, fossero contrastati da un erodiano di nome Paolo di Tarso e dai suoi seguaci. La versione della cristianità, che più tardi ebbe la meglio nell'ambiente dei cristiani gentili (i non ebrei) guidati da Paolo, trasformò l'insegnamento militante e di opposizione dei sadducei, nazionalisti, xenofobi e pietisti in una dottrina universale e pacifista. 
Le tesi di Eisenman sono dunque fondate sugli elementi proto-cristiani da lui identificati nei rotoli di Qumran, tra cui si evidenziano quelli che egli interpreta come contrasti tra i giudeo-cristiani e i seguaci di Paolo; partendo da questo assioma, Eisenman tenta di "recuperare" quella che lui crede essere la dottrina autentica di Gesù e Giacomo.
Le opinioni di Eisenman sono rigettate dalla maggioranza degli studiosi e il biblista Bart Ehrman le ha definite "fantasiose, congetturali, nonché ampiamente screditate".

## Opere
- Islamic Law in Palestine and Israel. E. J. Brill, Leiden (1976).
- Maccabees, Zadokites, Christians and Qumran: A New Hypothesis of Qumran Origins. E. J. Brill, Leiden (1984).
- James the Just in the Habakkuk Pesher. E. J. Brill Leiden (1986).
- A Facsimile Edition of the Dead Sea Scrolls (with James Robinson), Biblical Archaeology Society (1991).
- The Dead Sea Scrolls Uncovered (with Michael Wise), Penguin USA (1992) ISBN 1852303689.
- James the Brother of Jesus: The Key to Unlocking the Secrets of early Christianity and the Dead Sea Scrolls (1997) ISBN 1842930265.
- The Dead Sea Scrolls and the First Christians (1996) ISBN 1852307854.
- The New Testament Code: The Cup of the Lord, the Damascus Covenant, and the Blood of Christ (2006) ISBN 1842931865.
- The New Jerusalem: A Millennium Poetic/Prophetic Travel Diario 1959-1962 (2007) ISBN 1556436378.